# Idrija
Idrija (italienska och tyska: Idria) är en liten stad och kommun i regionen Goriška i Slovenien. Idrija är känt för kvicksilverbrytningen som pågått där och för sin spetsproduktion.
Under Österrikes styre över regionen hette staden Idria. Idria var också namnet på staden under den tid som regionen var under italiensk styre, 1918-1943 (symboliskt ända till 1947). Under det italienska styret tillhörde staden provinsen Gorizia, förutom under perioden 1924 och 1927, då provinsen Gorizia uppgick i provinsen Udine.
Idrija är en av de få platser i världen där kvicksilver finns både i sitt elementära flytande tillstånd och som cinnober (kvicksilversulfid). Kvicksilver upptäcktes här i slutet på 1400-talet, en del källor uppger år 1490, andra år 1492 eller år 1497. Enligt legenden, såg en hinktillverkare, för 500 år sedan, i en lokal källa, en liten mängd flytande kvicksilver. Gruvbrytningen togs över av staten 1580. Kvicksilverproduktionen nådde sin höjd under det tidiga 1970-talet. Från omkring 1980 minskades snabbt kvicksilverproduktionen i Idrija och gruvdriften lades därefter ner.
År 2012 blev Idrija gamla gruvort en del i världsarvet Kvicksilvrets kulturarv.
Den underjordiska gruvschaktingången känd som Antonijev rov används idag för turism, besökare kan gå turer i gruvans övre delar, och se figurer föreställande arbetare i gruvan i naturlig storlek från olika tidsepoker. De lägre nivåerna, som går nära 400 meter under marknivån, är inte längre i drift utan håller på att saneras.
Församlingskyrkan i staden är tillägnad Josef från Nasaret och tillhör romersk-katolska stiftet Koper. Det finns tre andra kyrkor i Idrija, tillägnade Heliga trefaldigheten, Antonius av Padua och Jungfru Marie smärtor.

## Externa länkar

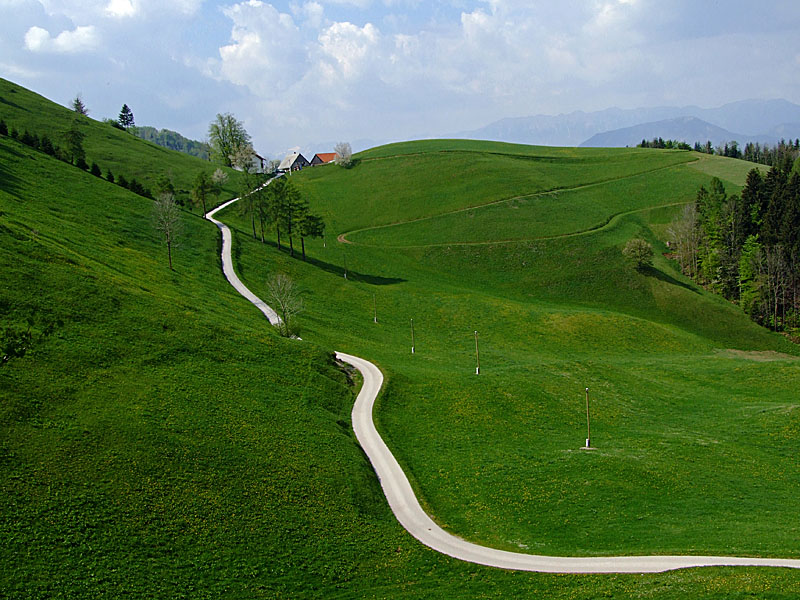
Landskapet ovan Idrija